# Paulinho (calciatore 1999)
Paulo Rafael Pereira Araújo (Braga, 21 settembre 1999) è un calciatore portoghese, attaccante dell'Oțelul Galați.

## Carriera
Cresciuto nelle file di Vizela e Merelinense, nel 2018 si è trasferito al São Pao D'Arcos. Nel luglio 2020 è passato al Fafe. Il 16 giugno 2021 è stato annunciato il suo trasferimento all'Estrela Amadora. Ha militato nelle file dell'Estrela per due stagioni, totalizzando 39 presenze e 15 reti in campionato. Il 31 gennaio 2023 si è trasferito a titolo definitivo al Viborg, club danese. Il 28 giugno 2023 si è trasferito in prestito al Portimonense. Rientrato dal prestito, il 24 gennaio 2024 è stato ceduto con la stessa formula alla Torreense. Al termine della stagione è rientrato al Viborg. Il 1º luglio 2024 è stato ufficializzato il suo trasferimento in prestito annuale al Bandırmaspor, club turco.

## Statistiche

### Presenze e reti nei club
Statistiche aggiornate al 20 settembre 2023.
| Stagione        | Squadra         | Campionato      | Campionato | Campionato | Coppe nazionali | Coppe nazionali | Coppe nazionali | Coppe continentali | Coppe continentali | Coppe continentali | Altre coppe | Altre coppe | Altre coppe | Totale | Totale | Totale |
| Stagione        | Squadra         | Comp            | Pres       | Reti       | Comp            | Pres            | Reti            | Comp               | Pres               | Reti               | Comp        | Pres        | Reti        | Pres   | Reti   |        |
| --------------- | --------------- | --------------- | ---------- | ---------- | --------------- | --------------- | --------------- | ------------------ | ------------------ | ------------------ | ----------- | ----------- | ----------- | ------ | ------ | ------ |
| 2020-2021       | Fafe            | CdP             | 24         | 8          | CP              | 3               | 1               |                    | -                  | -                  |             | -           | -           | 27     | 9      |        |
| 2021-2022       | Estrela Amadora | SL              | 27         | 6          | CP+CdL          | 2+2             | 2+1             |                    | -                  | -                  |             | -           | -           | 31     | 9      |        |
| 2022-gen. 2023  | Estrela Amadora | SL              | 12         | 9          | CP+CdL          | 0               | 0               |                    | -                  | -                  |             | -           | -           | 12     | 9      |        |
| gen.-giu. 2023  | Viborg          | SL              | 11         | 1          | CD              | 2               | 0               |                    | -                  | -                  |             | -           | -           | 13     | 1      |        |
| 2023-2024       | Portimonense    | PL              | 4          | 0          | CP+CdL          | 0+1             | 0               |                    | -                  | -                  |             | -           | -           | 5      | 0      |        |
| Totale carriera | Totale carriera | Totale carriera | 78         | 24         |                 | 10              | 4               |                    | -                  | -                  |             | -           | -           | 88     | 28     |        |